# Frédéric d'Isenberg
Frédéric d'Isenberg ("Friedrich von Isenberg") (1193 † 15 novembre 1226) était l'un des fils d'Arnold, comte d'Altena († 1209). Le château de sa famille se trouvait à Isenburg près de Hattingen (Burg Isenberg), en Allemagne (à distinguer d'Isenbourg près de Neuwied sur le Rhin).

## Meurtre
Fils d'Arnold d'Altena, une incertitude pèse sur l'identité de sa mère : qu'il s'agisse de Mechtilde de Hollande ou bien de Mathilde de Clèves, il n'existe aucune trace dans les tables généalogiques de l'une ou l'autre de ces princesses.
Selon des recherches récentes, Frédéric d'Isenberg était une figure de proue de l'opposition de la noblesse westphalienne aux politiques territoriales agressives de son oncle, l'archevêque de Cologne Engelbert de Berg.
En 1225, lors de l'assemblée des nobles à Soest, le comte Frédéric rencontra son cousin Engelbert, en vue de résoudre pacifiquement une dispute concernant sa tutelle sur l'Abbaye d'Essen. Selon des plaintes reçues par l'archevêque, Frédéric en abusait pour son bénéfice et au détriment de l'abbaye. Le problème ne fut pas résolu entre les deux hommes.
Pendant leur retour de Soest vers Cologne, Frédéric tendit une embuscade à Engelbert dans un défilé situé au pied du Gevelsberg entre Hagen et Schwelm le 7 novembre 1225. L'archevêque fut tué pendant le combat. Il n'est pas possible de savoir s'il fut froidement assassiné ou s'il périt au combat. Les recherches les plus récentes penchent pour une mort au combat, alors que Frédéric comptait enlever son cousin pour appuyer ses demandes politiques, pratique courante et acceptée à l'époque.

## Conséquences
Frédéric d'Isenberg fut déclaré hors-la-loi et excommunié. Il fut déchu de ses fonctions, honneurs et de toutes ses possessions. Durant l'hiver 1225-1226, le nouvel archevêque de Cologne, Heinrich von Müllenark, assiégea et détruisit son château. 
Frédéric fit le voyage jusqu'à Rome avec ses frères Dietrich et Engelbert, respectivement évêques de Münster et d'Osnabrück (également impliqués dans la mort d’Engelbert) et le notaire d'Isenberg, avec tous les documents nécessaires pour faire lever son excommunication par la Curie à Rome.
Lors du voyage de retour, Frédéric fut fait prisonnier à Liège par Baudouin le Vieux, Seigneur de Jeneffe, et livré pour 2100 marks d'argent au chapitre de la cathédrale de Cologne. Le 14 novembre 1226, il fut exécuté en face de la porte Saint-Séverin à Cologne. Ses bras et ses jambes furent brisés et il subit le supplice de la roue, après quoi il fut exposé au pilori et ne mourut que le lendemain.
Son fils, le comte Dietrich d'Altena-Isenberg, combattit pour récupérer l'héritage de son père, passé à ses cousins de la branche aînée de La Marck à la suite de l'assassinat de l'archevêque. Avec l'aide militaire de son oncle, duc de Limbourg, il reprit quelques territoires en Westphalie, construisit le château de Limbourg à Hohenlimbourg et fonda la lignée des comtes de Limbourg.

## Mariage et descendance
Frédéric épousa en 1210 Sophie de Limbourg, une fille du duc Waléran III de Limbourg et Cunégonde de Lorraine. Ils eurent comme enfants :
- Thierry d'Isenberg (né avant 1215, décédé en 1301), dernier comte d'Isenberg et d'Altena, puis premier comte de Limburg (s/l Lenne) ;
- Friedrich d'Altena (né avant 1220, décédé après 1243) ;
- Elisabeth d'Altena (née avant 1220, décédée après 1275), mariée vers 1234 à Dietrich II comte de Mors (né en 1226, décédé en 1275) ;
- Sophie d'Altena (née avant 1222, décédée après 1292), mariée en 1237 à Heinrich III de Volmestein ;
- Agnès d'Altena (née avant 1228, décédée après 1282), mariée en 1243 à Burchard III de Broich. Ils eurent treize enfants ;
- une fille, mariée à Johann I comte de Sponheim et de Sayn.

## Littérature
- (de) Harm Klueting, "'Daß sie ein Abspliß von der Grafschaft Mark ist, daran ist kein Zweifel'", Die Grafschaft Limburg vom 13, bis zum 19 Jahrhundert", Jahrburch des Vereins für Orts-und Heimatkunde in der Grafschaft Mark 93/93 (1995), p. 63-126.
- (de) Stephanie Marra, "Grafen von der Mark, Herzöge von Kleve-Mark" und "Jülich-Kleve (Hof)", Werner Paravicini, éditeur, Fürstliche Höfe und Residenzen im spätmittelalterlichen Reich, (Sigmaringen 2003).
- (de) Gerhard E. Sollbach, "Der gewaltsame Tod des Erzbischofs Engelbert I, von Köln am 7, November 1225, Ein mittelalterlicher Kriminalfall", Jahrbuch des Vereins für Ort- und Heimatkunde in der Grafschaft Mark, 93./94, Bd., 1995, p. 7-49.